# 파키스탄령 카슈미르
파키스탄령 카슈미르는 파키스탄이 실효 지배하는 카슈미르다.
- 길기트발티스탄
- 아자드 카슈미르

파키스탄 헌법적으로, 파키스탄령 카슈미르 지역은 파키스탄의 영토가 아니다. 이는 카슈미르 전역의 국민투표를 통해 카슈미르 분쟁을 해결하기 위함이다. 따라서 두 지역의 지역정부는 다른 법률이 적용되는 준국가이며 카슈미르 주민은 파키스탄 의회에 대한 선거권이 없다.